# Henry Clarke Warren
Pour les articles homonymes, voir Warren.
Henry Clarke Warren (1854-1899) est un universitaire américain spécialisé dans la traduction du pali. Victime d'une chute dans son enfance, il resta gravement handicapé et mourut d'une maladie de la colonne vertébrale à 45 ans. Cependant il a traduit certaines œuvres bouddhiques et fondé avec Charles Rockwell Lanman (en) la collection Harvard Oriental Series (en). Il a été aussi membre de la Pali Text Society.